# Příbram II
Příbram II je část města Příbram v okrese Příbram ve Středočeském kraji. Je zde evidováno 683 adres. V roce 2011 zde trvale žilo 2081 obyvatel.
Příbram II leží v katastrálním území Příbram o výměře 14,33 km².
Příbram II se nachází východně od centra města, mezi částmi Příbram I a Příbram IX. Zahrnuje sídelní jednotku U pražské silnice (včetně Václavského náměstí, Hornického náměstí a náměstí Dr. Josefa Theurera), Svatou Horu, sídelní jednotku K Nové Hospodě (včetně Sevastopolského náměstí, Alšova náměstí a Východního náměstí a Šibeničního vrchu), sídelní jednotku Pod Květnou (řídce osídlené území na severu města až k Trhovým Dušníkům a Dubnu, zahrnující transformátorovou stanici u silnice II/118, bývalou hvězdárnu, židovský hřbitov) a sídelní jednotku Za Svatou Horou na jihovýchodě města, směrem k obci Háje. Na hranici jednotky Za Svatou Horou a Nové Hospody pramení řeka Kocába.
Příbramí II prochází silnice II/118 (jako tř. Kpt. Olešinského a Balbínova ulice), od níž se na Sevastopolském náměstí odděluje Žižkova ulice směrem k Nové Hospodě. Severní stranou vede silnice III/11417 (Jinecká ulice) směrem do Občova.

## Historie
Příbram II vznikl k 1. lednu 1980 jako část města Příbram ve stejnojmenném okrese.

## Obyvatelstvo
| Rok            | 1869 | 1880 | 1890 | 1900 | 1910 | 1921 | 1930 | 1950 | 1961 | 1970 | 1980  | 1991  | 2001  | 2011  | 2021  |
| -------------- | ---- | ---- | ---- | ---- | ---- | ---- | ---- | ---- | ---- | ---- | ----- | ----- | ----- | ----- | ----- |
| Počet obyvatel | 0    | 0    | 0    | 0    | 0    | 0    | 0    | 0    | 0    | 985  | 2 462 | 2 233 | 2 063 | 2 081 | 2 088 |
| Počet domů     | 0    | 0    | 0    | 0    | 0    | 0    | 0    | 0    | 0    | 224  | 553   | 593   | 598   | 631   | 639   |